# Antrocarcinus
Antrocarcinus is een geslacht van kreeftachtigen uit de klasse van de Malacostraca (hogere kreeftachtigen).

## Soort
- Antrocarcinus petrosus Ng & D. G. B. Chia, 1994